# Khải thư
Khải thư (phồn thể: 楷書; giản thể: 楷书; bính âm: kǎishū) hay  khảy thư, chữ khay còn gọi là chân thư (真書), chính khải (正楷), khải thể (楷體) và chính thư (正書), là phong cách viết chữ Hán ra đời muộn nhất (xuất hiện khoảng giữa thời Đông Hán và Tào Ngụy và phát triển thành phong cách riêng vào thế kỷ 7), do đó đặc biệt phổ biến trong việc viết tay và xuất bản hiện đại (chỉ sau các kiểu chữ Minh thể và gothic sử dụng riêng trong in ấn).

### Sách tham khảo
- Qiu Xigui (2000), Chinese Writing., ISBN 1-55729-071-7, Translation of 文字學概論 by Mattos and Norman. Early China Special Monograph Series No. 4. Berkeley: The Society for the Study of Early China and the Institute of East Asian Studies, University of California, Berkeley.